# Prapoće
Prapoće – wieś w Chorwacji, w żupanii istryjskiej, w gminie Lanišće. W 2011 roku liczyła 28 mieszkańców.